# Josh Harrop
Joshua Andrew Harrop (Londres, Inglaterra, 15 de diciembre de 1995) es un futbolista inglés que juega de centrocampista y se encuentra sin equipo tras abandonar el Cheltenham Town F. C.

## Trayectoria
Harrop marcó en su debut profesional para el United contra el Crystal Palace F. C. en el último partido de la temporada 2016-17 en la Premier League, el primero en la victoria por 2-0. Su gol significó que se convirtió en el 100º goleador del Manchester United en la Premier League.
En 2017 fichó por el Preston North End F. C., club donde estuvo hasta septiembre de 2022. Entonces estuvo sin equipo hasta diciembre, momento en el que firmó por el Northampton Town F. C. con un contrato de corta duración. Allí completó la temporada y no encontró equipo hasta el siguiente mes de enero cuando se incorporó al Cheltenham Town F. C.

## Estadísticas

### Clubes
Actualizado al 20 de abril de 2024.
| Manchester United F. C. Inglaterra | 1.ª           | 2016-17       | 1   | 1 | 0  | 0 | 0 | 0 | 1   | 1  |
| Manchester United F. C. Inglaterra | Total club    | Total club    | 1   | 1 | 0  | 0 | 0 | 0 | 1   | 1  |
| Preston North End F. C. Inglaterra | 2.ª           | 2017-18       | 38  | 2 | 1  | 2 | — | — | 39  | 4  |
| Preston North End F. C. Inglaterra | 2.ª           | 2018-19       | 8   | 0 | 3  | 0 | — | — | 11  | 0  |
| Preston North End F. C. Inglaterra | 2.ª           | 2019-20       | 32  | 5 | 4  | 3 | — | — | 36  | 8  |
| Preston North End F. C. Inglaterra | 2.ª           | 2020-21       | 5   | 0 | 3  | 1 | — | — | 8   | 1  |
| Ipswich Town F. C. Inglaterra | 3.ª           | 2020-21       | 15  | 0 | —  | — | — | — | 15  | 0  |
| Ipswich Town F. C. Inglaterra | Total club    | Total club    | 15  | 0 | 0  | 0 | 0 | 0 | 15  | 0  |
| Preston North End F. C. Inglaterra | 2.ª           | 2021-22       | 0   | 0 | 1  | 0 | — | — | 1   | 0  |
| Preston North End F. C. Inglaterra | Total club    | Total club    | 83  | 7 | 12 | 6 | 0 | 0 | 95  | 13 |
| Fleetwood Town F. C. Inglaterra | 3.ª           | 2021-22       | 5   | 0 | —  | — | — | — | 5   | 0  |
| Fleetwood Town F. C. Inglaterra | Total club    | Total club    | 5   | 0 | 0  | 0 | 0 | 0 | 5   | 0  |
| Northampton Town F. C. Inglaterra | 4.ª           | 2022-23       | 2   | 0 | —  | — | — | — | 2   | 0  |
| Northampton Town F. C. Inglaterra | Total club    | Total club    | 2   | 0 | 0  | 0 | 0 | 0 | 2   | 0  |
| Cheltenham Town F. C. Inglaterra | 3.ª           | 2023-24       | 13  | 0 | —  | — | — | — | 13  | 0  |
| Cheltenham Town F. C. Inglaterra | Total club    | Total club    | 13  | 0 | 0  | 0 | 0 | 0 | 13  | 0  |
| Total carrera | Total carrera | Total carrera | 119 | 8 | 12 | 6 | 0 | 0 | 131 | 14 |
| (1)Incluidos los datos de la FA Cup (2015-16), la Community Shield (2016) y la Copa de la Liga de Inglaterra (2016-17) (2)Incluidos los datos de la Europa League (2015-16, 2016-17) |               |               |     |   |    |   |   |   |     |    |